# Viñegra de Moraña
Viñegra de Moraña es un municipio de España, en la provincia de Ávila, comunidad autónoma de Castilla y León. 

## Geografía
Tiene un área de 10,19 km².

## Demografía
Viñegra de Moraña cuenta con una población de 48 habitantes (INE 2024).
| Gráfica de evolución demográfica de Viñegra de Moraña entre 1842 y 2021                                               |
| |
| Población de derecho según los censos de población del INE. Población de hecho según los censos de población del INE. |